# Urala
|  | No s'ha de confondre amb Urals. |

Urala (en rus: Урала) és un poble del Daguestan, a Rússia, que en el cens del 2010 tenia 61 habitants. Pertany al districte rural de Gunib.